# Мечеть аль-Ашраф
Мечеть аль-Ашраф (араб. مسجد ومدرسة الأشرف برسباي‎) или медресе-мечеть султана аль-Ашрафа Барсбея — исторический комплекс из мечети и медресе, расположенный в Каир, столице Египта. Возведена во время правления мамлюкского султана из династии Бурджитов аль-Ашрафа Барсбея. Комплекс состоит из мечети-медресе, мавзолея и суфийских обителей. Мечеть отличается своим оформлением, который включает в себя мрамор и витражи.

## История
Мечеть была построена при аль-Ашрафе Барсбее, черкесском султане, правившем государством мамлюков с 1422 по 1438 год. Монополистическая торговая политика Барсбея, включавшая ограничения на предметы роскоши и фиксированные цены на специи, такие как перец, нанесла ущерб его подданным и повредила торговле между Египтом и Европой. Однако контроль над торговыми путями и налоги на религиозные меньшинства позволяли мамлюкам финансировать строительство многих небольших и средних зданий в Каире, включая строительство относительно небольших мечетей, часто содержащих медресе и ханаки. В результате Барсбей возвёл в Каире различные сооружения и поощрял использование медресе и иллюминированных Коранов. Он начал строительство мечети аль-Ашраф в 1424 году (826 году по хиджре).
В то время как Барсбей наиболее известен своими экономическими неудачами и экспансионизмом, включая завоевание Кипра, средневековые источники также представляют его как благочестивого человека, который вкладывал деньги в строительство и реставрацию религиозных зданий. Это было типично для мамлюкских правителей, которые считали себя хранителями исламской веры после восстановления ортодоксального суннизма как доминирующей религиозной традиции в Египте.

## Архитектура
Мечеть Аль-Ашраф является частью более крупного комплекса султана аль-Ашрафа Барсбея, состоявшего из двух сабилей, мечети-медресе, мавзолея и суфийских обителей. С того времени суфийские обители были разрушены, но первоначально отличались сложным куполом. Купол во внутреннем дворе комплекса служил ранним примером купола с геометрической резной поверхностью.
Мечеть занимает площадь в 20 на 15 метров. Внутреннее пространство мечети состоит из полов, выложенных мраморной мозаикой, центрального прохода с приподнятыми айванами по обе стороны, аркад с классическими капителями и двух рядов окон. Юго-восточная стена мечети находится там, где расположены михраб и минбар. Минбар украшен, в то время как михраб менее украшен по сравнению с другими элементами мечети. Более простой михраб в период его создания, возможно, служил отражением скромности суфийских братств. Усыпальница освещается за счёт неоригинальных окон из цветного стекла и расположена на северной стороне мечети. Кенотаф Барсбея находится напротив михраба и создан из мрамора.